# Pitomi kesten (biljni rod)
Pitomi kesten (pitomi kostanj, domaći kostanj, lat. Castanea), biljni rod od 9 vrsta korisnog, ljekovitog grmlja i drveća iz porodice Fagaceae. Pitomi kesten rasprostranjen je najviše po južnoj Europi, i to od Španjolske i Francuske preko Italije, i dalje preko Balkanskog poluotoka i Male Azije, do Kaspijskog mora. 
Druge vrste rastu u Aziji, Sjevernoj Americi i sjeverozapadnoj Africi, a među njima najpoznatiji su američki kesten (C. dentata), kineski kesten (C. mollissima) i japanski kesten (C. crenata).
Plod kestena od pradavnih vremena koristi se u ljudskoj prehrani. Nije srodan divljem kestenu koji pripada porodici sapindovki.

## Ime roda
Ime roda dolazi od grada Castania u Tesaliji gdje je drveće navodno raslo u izobilju.

## Vrste
1. Castanea crenata Siebold & Zucc., japanski kesten
2. Castanea dentata (Marshall) Borkh., obični američki kesten
3. Castanea henryi (Skan) Rehder & E.H.Wilson, Henrijev kineski kesten
4. Castanea mollissima Blume, kineski kesten
5. Castanea ozarkensis Ashe,  ozarkenzeški kesten
6. Castanea phansipanensis A.Camus
7. Castanea pumila (L.) Mill., mali američki kesten, činkvepin
8. Castanea sativa Mill., europski kesten
9. Castanea seguinii Dode, Segvinijev kesten
10. Castanea ×neglecta Dode